# 33330 Barèges
33330 Barèges este un asteroid care intersectează orbita planetei Marte.

## Descriere
33330 Barèges este un asteroid care intersectează orbita planetei Marte. Asteroidul prezintă o orbită caracterizată de o semiaxă mare de 2,18 ua, o excentricitate de 0,24 și o înclinație de 1,2° în raport cu ecliptica.